# Óbánya
Óbánya (nje. Altglashütte) je selo u južnoj Mađarskoj.
Zauzima površinu od 7,49 km četvornih.

## Zemljopisni položaj
Nalazi se 46°13' sjeverne zemljopisne širine i 18°25' istočne zemljopisne dužine, na sjeveroistočnim obroncima gorja Mečeka. sjeveroistočno od Pečuha. Vakonja je 5,5 km južno, Nadoš (Nadaš) je 3,7 km istočno, Senasluv 5,5 km zapadno, na pola puta između Pečuha i Seksara, nedaleko od županijske granice s Tolnanskom županijom.
Smjestila se usred zaštićenog krajobraza Kelet-Meček, dijela nacionalni park Dunav-Drava (Duna-Dráva Nemzeti Park).

## Upravna organizacija
Upravno pripada Pečvarskoj mikroregiji u Baranjskoj županiji. Poštanski broj je 7695.

## Stanovništvo
Óbánya ima 155 stanovnika (2001.). 
Od 18. stoljeća je Óbánya dobila i svoje njemačke (podunavske Švabe) stanovnike, pa se tako 1773. spominje i kao Alte Glashütte.

## Vanjske poveznice
- (mađ.) Óbánya Önkormányzatának honlapja
- (mađ.) Óbánya a Vendégvárón  Arhivirana inačica izvorne stranice od 8. srpnja 2004. (Wayback Machine)
- Óbánya na fallingrain.com